# Bogdan Tanjević
Bogdan Tanjević, (cyrillique serbe: Богдан Тањевић), né le 13 février 1947 à Pljevlja au Monténégro, est un entraîneur monténégrin de basket-ball.

## Carrière
En tant que sélectionneur, il est devenu Champion d'Europe 1999 avec l'Italie et vice-champion d'Europe 1981 avec la Yougoslavie. Il a également remporté le plus grand trophée européen dans des compétitions de clubs avec la coupe des clubs champions en 1979 avec le Bosna Sarajevo. Tanjevic mène également un combat contre un cancer du côlon. Bogdan Tanjevic a entraîné l’équipe nationale turque.

## Club
- 1971-1980:  Bosna Sarajevo
- 1982-1986:  Juve Caserta Basket
- 1986-1994:  Stefanel Trieste
- 1994-1996:  Olimpia Milan
- 1996-1997:  CSP Limoges
- 2000-2001:  KK Budućnost Podgorica
- 2001-2002:  ASVEL Villeurbanne
- 2002-2004:  Virtus Bologne
- 2007-2010 :  Fenerbahçe Ülker

## Équipe nationale

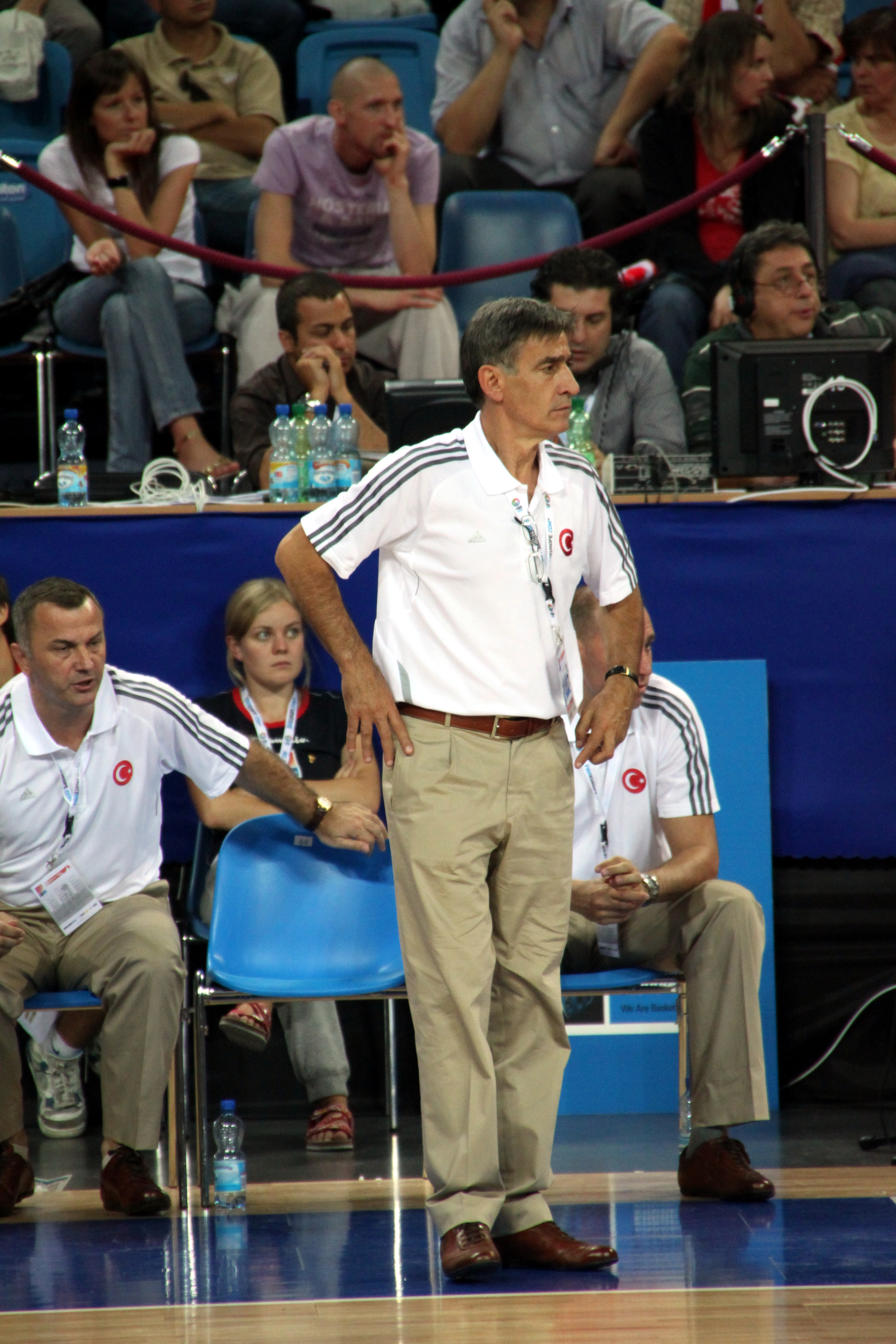
À l'Eurobasket 2009.

- 1980-1982:  Yougoslavie
- 1997-2001:  Italie
- 2004-2014 :  Turquie
- 2015-2017 :  Monténégro

### Équipe nationale
- Médaille d'argent au Championnat d'Europe 1981 avec la Yougoslavie
- Médaille d'or au Championnat d'Europe 1999 avec l'Italie
- Médaille d'argent au Championnat du monde de basket-ball masculin 2010 avec la Turquie

### Club
- Coupe des clubs champions 1979 avec le Bosna Sarajevo
- Champion de Yougoslavie 1978 et 1980 avec le Bosna Sarajevo
- Champion de Yougoslavie 2001 avec Buducnost Podgorica
- Champion d'Italie 1996 avec Olimpia Milan
- Champion de France 2002 avec l'ASVEL
- Coupe d'Italie 1996
- Coupe de Yougoslavie 2001